# Брейзън Абът
Brazen Abbot (на български Брейзън Абът, в най-близък превод според фронтмена на групата Николо Коцев Похотлив абат) е рок група, основана във Финландия от българския китарист, продуцент и текстописец Николо Коцев. Той започва проекта след като напуска шведската група Baltimoore през 1994 г.

## История
Един от определящите фактори при Brazen Abbot е участието на различни певци – всеки албум е записан с три или четири вокалисти, като Йоран Едман и Джо Лин Търнър участват в повечето. Пъровначалната идея на Коцев е за група със само един вокал, като предвиждал това да бъде Едман. Той обаче можел да запише само две песни, поради друга договорна обвързаност. Глен Хюз трябвало да запише останалите песни, но и той имал задължения, които му позволили да запише само три песни. Тогава Коцев се свързал с Томас Викстрьом за записа на останалата част от албума „Live and Learn“. В албума участие взимат и Сванте Хенрисон, който преди това е свирил с Ингви Малмстийн и членовете на Europe Мик Микаели и Иън Хаугланд.
Коцев толкова харесал крайния резултат, че решил да запази този модел на няколко певци. Във втория албум вокалистите са същите, а Джон Левен поема баса, тъй като Хенрисон имал проблеми с графика на групата. Хаугланд и Микаели допълват групата и през 1996 г. излиза „Eye of the Storm“. Същия състав записва и „Bad Religion“ през 1997 г. След което Коцев и Търнър правят малко акустично турне в Германия, Холандия и Белгия заедно с Джеф Парис и Heartland през ноември същата година.
Някои от членовете на групата участват в записите и на рок операта на Коцев „Nostradamus“ (2001), като по време на написването и записите групата е временно разделена. След това в началото на 2002 г., Коцев започва да пише нови песни за Brazen Abbot. В средата на 2003 г., почти шест години след последния албум на групата, излиза „Guilty as Sin“. Той е записан от същия състав записал „Bad Religion“, с тази разлика, че Викстрьом е заместен от бившия вокалист на Masterplan Йорн Ланде. Същата година в България са изнесени и първите концерти на групата в пълен състав – Коцев, Търнър, Уейн Банкс, Ларс Полак и Томас Броман. След тях групата издава концертния „A Decade of Brazen Abbot“, а също и документално DVD през 2004 г., на десетгодишнината на групата.
След „Guilty as Sin“ Левен, Хаугланд и Микаели се завръщат към отново сформираните Europe и не участват в последвалите албуми. На тяхно място Коцев взима Банкс (който участва в концертния албум) на баса, барабаниста Матиас Кнутас и органиста Нелко Коларов. Едман, Търнър и новите попълнения Тони Харнел (TNT) и Ерик Мортенсон (Eclipse) записват вокалите. В този състав и с участието на струнен оркестър от 32 души създават „My Resurrection“ (2005).
Въпреки формулата включваща трима певци, при концертни изпълнения участва само един, обикновено Джо Лин Търнър.

## Състав

### Настоящи членове
- Николо Коцев – китари, цигулка, продуцент
- Йоран Едман – вокал
- Джо Лин Търнър – вокал (1996 – )
- Тони Харнел – вокал (2005 – )
- Ерик Мортенсон – вокал (2005 – )
- Нелко Коларов – орган (2005 – )
- Уейн Банкс – бас (2004 – )
- Матиас Кнутас – барабани (2005 – )

### Бивши членове
- Глен Хюз – вокал (1995)
- Томас Викстрьом – вокал (1995 – 1997)
- Йорн Ланде – вокал (2003)
- Мик Микаели – клавишни (1995 – 2003)
- Ларс Полак – клавишни (2004)
- Сванте Хенрисон – бас (1995)
- Джон Левен – бас (1996 – 2003)
- Иън Хаугланд – барабани (1995 – 2003)
- Томас Броман – барабани (2004)

## Дискография
- „Live and Learn“ (1995)
- „Eye of the Storm“ (1996)
- „Bad Religion“ (1997)
- „Guilty as Sin“ (2003)
- „A Decade of Brazen Abbot“ (концертен) (2004)
- „My Resurrection“ (2005)